# L'amour toujours
«L'amour toujours» (traducido al castellano: "Siempre el amor") es una canción del disc-jockey y productor italiano Gigi D'Agostino que fue incluida en el álbum homónimo como el segundo sencillo del mismo, e indudablemente el mayor éxito del artista. Tiene como vocalista al cantautor británico Ola Onabulé quien es escuchado en todas las versiones de la canción.

## Video musical
El video musical contiene imágenes tomadas de presentaciones en vivo de Gigi D'Agostino actuando en fiestas rave en Europa. La versión utilizada en el video musical se llama «Small Mix» y son los últimos cuatro minutos de la versión «L'Amour Vision».

## Lista de canciones
| Maxi CD (Dinamarca) |                                        |          |  |
| N.º                 | Título                                 | Duración |  |
| 1.                  | «L'Amour Toujours» (Small Mix)         | 4:00     |  |
| 2.                  | «L'Amour Toujours» (Tanzen Remix)      | 6:58     |  |
| 3.                  | «L'Amour Toujours» (L'Amour Vision)    | 8:45     |  |
| 4.                  | «L'Amour Toujours» (Cielo Mix)         | 8:52     |  |
| 5.                  | «L'Amour Toujours» (Gigidagostino.com) | 8:35     |  |

## Otras versiones
En 2015, el disc-jockey neerlandés Tiësto lanzó una nueva versión de la canción que fue interpretada por el dúo canadiense Dzeko & Torres junto a la cantante Delaney Jane. Al año siguiente, la cantante brasileña Clarice Falcão lanzó una versión rock alternativo de «L'Amour Toujours» que fue incluida en su álbum de estudio Problema Meu.

## Posicionamiento en listas

### Semanales
| Lista (2000-02)                       | Mejor posición |
| ------------------------------------- | -------------- |
| Austria (Ö3 Austria Top 40)           | 3              |
| Bélgica (Flandes) (Ultratop 50)       | 2              |
| Bélgica (Valonia) (Ultratop 50)       | 27             |
| Dinamarca (Tracklisten)               | 1              |
| Alemania (Media Control AG)           | 3              |
| Hungría (Rádiós Top 40)               | 7              |
| Italia (FIMI)                         | 6              |
| Países Bajos (Dutch Top 40)           | 1              |
| Países Bajos (Mega Single Top 100)    | 1              |
| Rumania (Romanian Top 100)            | 1              |
| España (Top 100 Canciones)            | 7              |
| Suiza (Schweizer Hitparade)           | 25             |
| Estados Unidos (Billboard Hot 100)    | 78             |
| Estados Unidos (Hot Dance Club Songs) | 32             |
| Estados Unidos (Rhythmic)             | 29             |

| Lista (2015-16)                                     | Mejor posición |
| --------------------------------------------------- | -------------- |
| Polonia (Polish Airplay Top 100) Tiësto Edit        | 29             |
| Polonia (Polish Airplay New) Tiësto Edit            | 2              |
| Estados Unidos (Dance/Mix Show Airplay) Tiësto Edit | 4              |

### Fin de año
| Lista (2001)                      | Posición |
| --------------------------------- | -------- |
| Austria (Ö3 Austria Top 40)       | 29       |
| Bélgica (Ultratop Flanders)       | 76       |
| Alemania (Official German Charts) | 36       |
| Países Bajos (Single Top 100)     | 15       |

| Lista (2002)                  | Posición |
| ----------------------------- | -------- |
| Austria (Ö3 Austria Top 40)   | 49       |
| Bélgica (Ultratop Flanders)   | 31       |
| Países Bajos (Dutch Top 40)   | 26       |
| Países Bajos (Single Top 100) | 6        |

| Lista (2016)                          | Posición |
| ------------------------------------- | -------- |
| US Dance/Mix Show Airplay (Billboard) | 35       |